# Бразил, Алан
А́лан Бе́рнард Брази́л (англ. Alan Bernard Brazil; родился 15 июня 1959, Глазго) — шотландский футболист, нападающий. После завершения карьеры игрока работал теле- и радиоведущим спортивных программ.

## Клубная карьера
Уроженец Глазго, Алан Бразил начал играть в футбол за местный молодёжный клуб «Селтик Бойз». В августе 1975 года переехал в Англию, подписав любительский контракт с клубом «Ипсвич Таун». В основном составе дебютировал 14 января 1978 года в матче против «Манчестер Юнайтед» на «Портмен Роуд». Помог своей команде выиграть Кубок Англии, сыграв в переигровке пятого раунда против «Бристоль Роверс», хотя в финале не сыграл. В том же 1978 году отправился в аренду в клуб Североамериканской футбольной лиги «Детройт Экспресс», где сыграл 21 «регулярный» матч и 3 матча в плей-офф, забив в общей сложности 10 мячей. Затем вернулся в «Ипсвич». В сезоне 1980/81 был одним из ключевых игроков команды и помог «трактористам» выиграть Кубок УЕФА, а также занять второе место в чемпионате. В следующем сезоне «Ипсвич Таун» вновь занял второе место в чемпионате, а Бразил забил 22 гола в лиге, став вторым бомбардиром чемпионата после Кевина Кигана из «Саутгемптона». 16 февраля 1982 года забил пять мячей в ворота «Саутгемптона», матч завершился победой «Ипсвич Таун» со счётом 5:2. Выступал за «Ипсвич» до 1983 года, сыграв в общей сложности 210 матчей и забив 80 мячей.
В марте 1983 года Бразил перешёл в лондонский клуб «Тоттенхэм Хотспур» за 425 000 фунтов. Провёл за «шпор» 33 матча и забил 13 мячей.
В июне 1984 года перешёл в «Манчестер Юнайтед» за 625 000 фунтов. Дебютировал за клуб 25 августа 1984 года в матче стартового тура Первого дивизиона против «Уотфорда», который завершился вничью 1:1. Тот матч был примечателен тем, что после выхода футболистов на поле судья отправил игроков «Манчестер Юнайтед» в раздевалку, так как их гетры были того же цвета, что и форма «Уотфорда». Свой первый гол за «Юнайтед» забил 3 октября в матче Кубка УЕФА против венгерского клуба «Раба ЭТО». Всего в сезоне 1984/85 провёл за клуб 26 матчей и забил 9 мячей. В следующем сезоне появлялся на поле ещё реже, сыграв за команду 15 матчей и забив 3 мяча. Конкуренцию в линии нападения «Юнайтед» Алану составляли такие игроки как Фрэнк Стэплтон, Марк Хьюз и Питер Дэвенпорт. В итоге Бразил принял решение покинуть Манчестер, и в январе 1986 года перешёл в «Ковентри Сити». В обратном направлении отправился Терри Гибсон.
За «Ковентри Сити» Алан провёл 15 матчей и забил 2 мяча в лиге, а по окончании сезона 1985/86 стал свободным агентом. К тому моменту его беспокоили хронические боли в спине. В том же 1986 году Бразил стал игроком «Куинз Парк Рейнджерс», но провёл за клуб только 4 матча. В дальнейшем выступал за английские клубы «Уитем Таун», «Челмсфорд Сити», «Саутенд Мейнор», «Бери Таун», «Уивенхо Таун» и «Стэмбридж Юнайтед», австралийский «Вуллонгонг Сити» и швейцарский «Баден». В 1990 году завершил футбольную карьеру из-за хронической травмы спины.

## Карьера в сборной
С 1979 по 1981 год Алан выступал за сборную Шотландии до 21 года, за которую провёл 8 матчей и забил 1 мяч.
28 мая 1980 года дебютировал за первую сборную Шотландии в выездной игре против Польши в Варшаве, в которой поляки одержали победу со счётом 1:0. В 1982 году принял участие в чемпионате мира в Испании, став самым молодым игроком в составе команды Джока Стейна. На чемпионате провёл две игры, против сборных Новой Зеландии и СССР. 28 мая 1983 года, ровно через три года после своего дебюта за «тартановую армию», он забил свой первый гол в футболке шотландской сборной в ворота сборной Уэльса. Из-за высокой конкуренции в линии атаки сборной Шотландии редко попадал в её состав, сыграв только 11 матчей с 1980 по 1983 год.

## Достижения
Ипсвич Таун
- Обладатель Кубка УЕФА: 1980/81

Тоттенхэм Хотспур
- Обладатель Кубка УЕФА: 1983/84

## Медийная карьера
После завершения футбольной карьеры Алан работал спортивным экспертом и комментатором на телеканалах GMTV и Sky Sports, а также на радиостанции talkSPORT.

## Личная жизнь
В 1996 году Бразил дал показания в суде по делу Джима Торбетта, бывшего тренером юношеской команды «Селтик Бойз», за которую Алан выступал в начале 1970-х годов. Он рассказал, что в 13-летнем возрасте подвергся сексуальному насилию со стороны Торбетта. В 1998 году Торбетт был признан виновным в насилии над детьми и получил по приговору суда два с половиной года тюрьмы.
После завершения футбольной карьеры Бразил управлял пабом The Black Adder в Ипсуиче, но в итоге был признан банкротом.
В 2003 году основал клуб по скачкам Alan Brazil Racing Club  в Ньюмаркете, Саффолк.
16 сентября 2007 года был арестован неподалёку от Бери-Сент-Эдмундс в связи с вождением в состоянии опьянения. Он был признан виновным, лишён прав на 20 месяцев и оштрафован.